# Intellektuell
En intellektuell är en person som ägnar sig åt vetenskaplig eller litterär verksamhet. De intellektuella omfattar grupper som yrkesmässigt förmedlar kunskaper och åsikter, till exempel forskare, författare och lärare. Ordet kommer av intellekt, som betyder förstånd. 
I en snävare bemärkelse avses med intellektuella personer som gjort sig kända för att analysera och ha åsikter om samhället, och om tidens stora frågor. Sådana frågor kan vara av till exempel politisk, filosofisk, språklig, religiös eller kulturell natur. 
Ordet intellektuell kan även användas som adjektiv, och betyder då "förståndsmässig" eller "andlig".